# Mauro Lessi
Pour les articles homonymes, voir Lessi.
Mauro Lessi (né le 16 janvier 1935 à Livourne en Toscane et mort le 13 juin 2017 dans la même ville) est un joueur de football italien, qui évoluait au poste de défenseur, avant de devenir entraîneur.
Il est le joueur le plus capé de l'histoire du club du Livourne Calcio, avec 369 matchs disputés sous ses couleurs,.

## Biographie

### Joueur
Natif de la ville côtière de Livourne, Mauro Lessi est tout d'abord formé par le grand club de sa ville, l'Associazione Sportiva Livourne Calcio. Il joue tout d'abord en Serie C avec le club Amaranto entre 1953 et 1960, excepté une unique parenthèse en 1955-56 où il évolue avec le Pontedera Calcio.
En 1960, il est remarqué par le Torino, alors en Serie A, qui l'achète (en échange de Fulvio Varglien). Avec les granata, il ne reste qu'une saison et dispute 3 matchs (faisant ses débuts en Serie A le 16 octobre 1960 lors d'un match nul contre l'Atalanta).
L'année suivante, il retourne à Livourne, club qu'il ne quittera plus jusqu'à la fin de sa carrière. En 1963-64, il remporte son premier titre avec la Serie C et dispute ensuite cinq saisons consécutives en Serie B. Il met finalement un terme à sa carrière en 1969.
Au total, il aura disputé 3 matchs en Serie A et 142 en Serie B.

### Entraîneur
Quelques années après sa retraite de joueur, Lessi prend toutes les rênes d'un petit club qu'il a bien connu pour y avoir joué une saison, Pontedera. Il entraîne ensuite son club de toujours, Livourne Calcio, pour quelques matchs lors de la saison de Serie C 1974-75.

## Palmarès
Livourne
- Serie C (1) :
  - Champion : 1963-64.